# Livaie
Livaie ist eine Ortschaft und eine ehemalige französische Gemeinde mit 215 Einwohnern (Stand 1. Januar 2022) im Département Orne in der Region Normandie (vor 2016 Basse-Normandie). Sie gehörte zum Arrondissement Alençon und zum Kanton Magny-le-Désert (bis 2015 Carrouges). Die Einwohner werden Livayens genannt.
Mit Wirkung vom 1. Januar 2019 wurden die früheren Gemeinden Fontenai-les-Louvets, Longuenoë, Livaie und Saint-Didier-sous-Écouves zur  Commune nouvelle L’Orée-d’Écouves zusammengeschlossen und haben in der neuen Gemeinde den Status einer Commune déléguée. Der Verwaltungssitz befindet sich im Ort Livaie.

## Geographie
Livaie liegt etwa dreizehn Kilometer nordwestlich von Alençon. Die Ortschaft gehört zum Regionalen Naturpark Normandie-Maine.

## Bevölkerungsentwicklung
| Jahr                      | 1962 | 1968 | 1975 | 1982 | 1990 | 1999 | 2006 | 2013 |
| Einwohner                 | 178  | 151  | 162  | 164  | 153  | 170  | 170  | 194  |
| Quelle: Cassini und INSEE |      |      |      |      |      |      |      |      |

## Sehenswürdigkeiten
- Kirche Saint-André aus dem 19. Jahrhundert

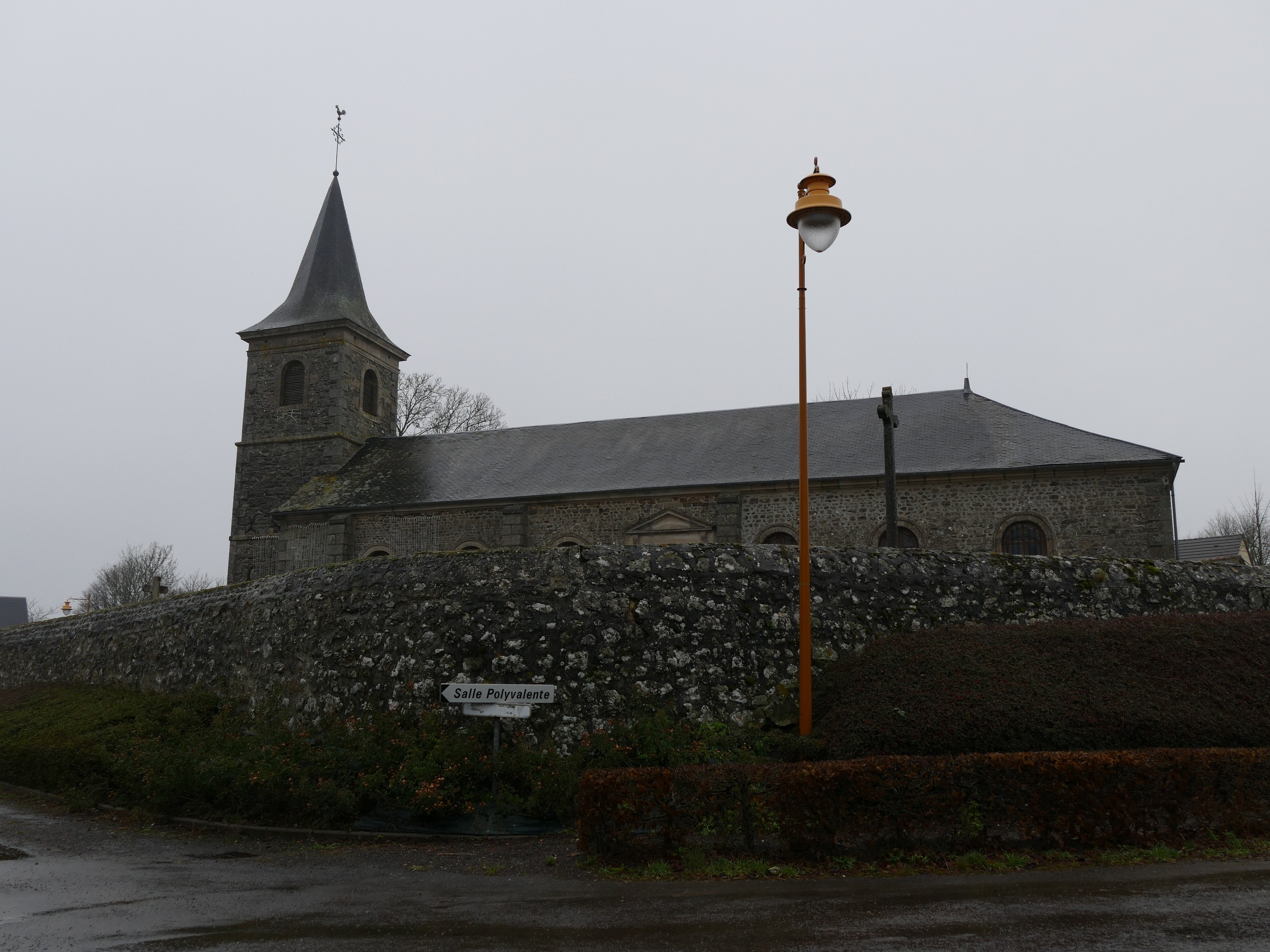
Kirche Saint-André

## Persönlichkeiten
- Joaquim Pueyo (* 1950), Bürgermeister von Alençon, 1983 Bürgermeister von Livaie